# Heraclia angustella
Heraclia angustella är en fjärilsart som beskrevs av Embrik Strand 1912. Heraclia angustella ingår i släktet Heraclia och familjen nattflyn. Inga underarter finns listade i Catalogue of Life.